# Marolče
Marolče – wieś w Słowenii, w gminie Ribnica. W 2018 roku liczyła 34 mieszkańców.